# Happy the man (album)
Happy the man is het debuutalbum van de gelijknamige Amerikaanse band. 
De band mocht dit album als de eerste van een platencontract dat acht albums (aldus heruitgave One Way) zou moeten duren opnemen van Arista Records. De band trok daarom de A&M Studios in Hollywood in om het op te nemen. Het contract zou slechts twee albums volgehouden worden.

## Musici
- Stanley Whitaker – gitaren, zang (tracks 3, 7)
- Frank Wyatt – toetsinstrumenten, achtergrondzang, saxofoon (tracks 2, 3) en dwarsfluit (tracks 4, 8)
- Kit Watkins – toetsinstrumenten, waaronder Fender Rhodes, ARP String ensemble, hammondorgel, clavinet, dwarsfluit (tracks 4, 8) en marimba (track 7)
- Rick Kennell – basgitaar
- Mike Beck – drumstel, percussie

## Muziek
| Nr. | Titel                                                     | Duur |
| --- | --------------------------------------------------------- | ---- |
| 1.  | Starborne (Watkins)                                       | 4:22 |
| 2.  | Stumpy meets the firecracker in Stencil Forest (Whitaker) | 4:16 |
| 3.  | Upon the rainbow (Befrost) (Watkins, Wyatt)               | 4:42 |
| 4.  | Mr. Mirros’reflections on dreams (Watkins)                | 8:54 |
| 5.  | Carousel (Wyatt)                                          | 4:06 |
| 6.  | Knee bitten nymphs in Limbo (Whitaker)                    | 5:22 |
| 7.  | One time as a helix of precious laughs (Wyatt)            | 5:22 |
| 8.  | Hidden moods (Watkins)                                    | 3:41 |
| 9.  | New York dream’s suit (Wyatt)                             | 8:32 |

## Nasleep
Het album viel geheel buiten de gangbare stromingen in de jaren zeventig met een opkomende punk en discorage. Bovendien had Artista geen ervaring met dit soort muziek, dat in terugblik wel steeds werd omschreven als optimale mengeling van progressieve rock en fusion. Toch bleven anderen hun twijfels houden, al werd het album diverse keren opnieuw uitgegeven. De eerste cd-persing staat op naam van Japan (Arista ERC-32005, 1988), daarna volgde nog budgetlabel One Way (1999), Musea Records (2000) en Esoteric Recordings (2000). John Bollenberg hield het in IO Pages 161, december 2019 in de rubriek Klassieker op juist dat. Al eerder wees Progwereld op een samengaan van muziek uit de Canterbury-scene, Gentle Giant en Frank Zappa.